# JR九州783系電力動車組
783系電力動車組是日本九州旅客鐵道株式會社（JR九州）於特急班次使用的交流電傳動列車。

## 概要
783系電力動車組，為JR九州所屬的特急型電車。從1988年到1991年為止，由日立製作所及近畿車輛製造了90輛。1988年3月13日開始投入營運。783系使用於「綠」、「豪斯登堡」、「海鷗」、「日輪（にちりん）」、「霧島」等列車上。

## 沿革
- 1988年3月13日：投入鹿兒島本線使用。
- 1989年：獲頒鐵道友之會的桂冠獎。
- 1990年3月10日：時刻表改正。
- 1991年3月16日：追加製造6輛編組兩列，編入南福岡電車區使用。
- 2011年3月12日：九州新幹線全線通車，改於「有明」、「霧島」、「魁皇」服務。

## 現況

### 使用列車
- 「有明」（1992年7月 - 1994年7月、1995年3月 - 2018年3月）：1‧4‧5號
- 「閃耀（きらめき）」（2000年3月 - ）：1‧5-9‧103‧2‧10‧14‧20號
- 「鷗」（1989年3月 - ）：104號、於豪斯登堡號1‧10號服務日行走100號
- 「綠」（2000年3月 - ）：3 - 27‧2‧8‧12 - 32號、與豪斯登堡併結時行走1‧10號
- 「豪斯登堡（ハウステンボス）」（2000年3月 - ）：所有列車
- 「日輪（にちりん）」（1990年3月 - 1996年3月、2000年3月 - ）：9‧17‧4‧12號、日輪喜凱亞7‧20號
  - 於2000年3月-2001年3月只運轉「日輪喜凱亞（にちりんシーガイア）」。
- 「日向（ひゅうが）」（2011年3月 - ）：1‧11‧6‧14號
- 「霧島（きりしま）」（2011年3月 - ）：1‧13‧6‧18號
- 「魁皇（かいおう）」（2001年10月 - ）：1‧4-5號